# Amance (Meurthe y Mosela)
Amance es una comuna francesa situada en el departamento de Meurthe y Mosela, en la región de Gran Este. Tiene una población estimada, en 2019, de 350 habitantes.

## Demografía
| 464 | 519 | 527 | 477 | 549 | 581 | 522 | 534 | 487 | 467 | abs. | 469 | 480 | 488 | 485 | 437 | 427 | 433 | 414 | 418 | 320 | 256 | 245 | 256 | 249 | 299 | 336 | 304 | 319 | 329 | 312 | 296 | 350 |
| Para los censos de 1962 a 1999 la población legal corresponde a la población sin duplicidades (Fuente: INSEE [Consultar]) |     |     |     |     |     |     |     |     |     |      |     |     |     |     |     |     |     |     |     |     |     |     |     |     |     |     |     |     |     |     |     |     |